# Шварцбах (Тюрингия)
Шварцбах (нем. Schwarzbach) — община в Германии, в земле Тюрингия.
Входит в состав района Грайц. Подчиняется управлению Мюнхенбернсдорф. Население составляет 222 человека (на 31 декабря 2010 года). Занимает площадь 4,93 км².